# Дитер IV (Катценелнбоген)
Дитер IV фон Катценелнбоген (на немски: Diether IV von Katzenelnbogen; * ок. 1192; † 1245) е граф на Катценелнбоген от 1219 до 1245 г.

## Биография
Той е син на граф Дитер III фон Катценелнбоген († 1214/1219) и на Берта фон Лихтенберг (* ок. 1165) или на Агнес фон Нойенбаумберг.
През първата четвърт на 13 век Дитер IV започва да създава замък Ауербах, най-значимата крепост в Графство Катценелнбоген. През 1228 г. построява замък Лихтенберг и се нарича „comes de Lichtenberg“.
Дитер IV е последван от синът му Дитер V.

## Фамилия
Дитер IV фон Катценелнбоген се жени преди 1219 г. за Хилдегунда (* ок. 1195) вероятно фон Еберщайн, дъщеря на граф Еберхард III фон Еберщайн († 1219) и Кунигунда фон Андекс († сл. 1207). Те имат децата:
- Дитер V († 1276), граф на долното графство Катценелнбоген (около Катценелнбоген), основател на старата линия
- Еберхард I († 1311), граф на горнотото графство Катценелнбоген (около Дармщат), основател на младата линия).
- Аделхайд († 1288), омъжва се преди 1250 г. за Валрам II († 1276), граф на Насау и е майка на крал Адолф от Насау (1292 – 1298).
- Катарина († пр. 1265), омъжва се за граф Йохан I фон Спонхайм-Кройцнах († 1290/1291)
- Герхард († 1279/80), вицемайстер на „ордена Братя по меч“ в Ливония
- Хайнрих († 1232)